# 12e cérémonie des American Film Institute Awards
La 12e cérémonie des American Film Institute Awards, décernés par l'American Film Institute, a eu lieu le 11 décembre 2011, et a récompensé les films et séries télévisées diffusées dans l'année.

## Palmarès

### Cinéma
- Cheval de guerre (War Horse)
- La Couleur des sentiments (The Help)
- The Descendants
- Hugo Cabret (Hugo)
- J. Edgar
- Mes meilleures amies (Bridesmaids)
- Millénium, les hommes qui n'aimaient pas les femmes (The Girl with the Dragon Tattoo)
- Minuit à Paris (Midnight in Paris)
- Le Stratège (Moneyball)
- The Tree of Life

### Télévision
- Boardwalk Empire
- Breaking Bad
- The Good Wife
- Larry et son nombril (Curb Your Enthusiasm)
- Homeland
- Justified
- Louie
- Modern Family
- Parks and Recreation
- Le Trône de fer (Game of Thrones)

### AFI Special Awards
- The Artist
- Les films de Harry Potter